# Casa Camós
La casa Camós es un edificio de la ciudad de Tortosa (Tierras del Ebro) protegido como bien cultural de interés local.
Es una obra modernista del arquitecto Pablo Monguió.

## Descripción
Se trata de una vivienda unifamiliar que hace esquina entre la rambla de Cataluña n.º 19-21 y la calle Valencia n.º 2 en el barrio de Ferrerías. Consta de planta baja, donde hay ubicados comercios, un piso principal de vivienda y buhardillas. El piso se abre a una ancha terraza donde los dos muros posteriores que no miran directamente en la calle. En la calle se abre mediante balcones de una sola puerta con barandilla de hierro. Las buhardillas presentan un remado en forma de barandilla de baldosa haciendo vainicas. En el chaflán que forma las dos fachadas, en el cual a la planta baja se encuentra la puerta principal de acceso a los pisos, presenta un vallado en forma de frontón triangular.
El enfoscado del muro es de piedra vista hasta llegar a un metro aproximadamente y el resto enlucido, que en los ventanales simula sillares. En las líneas de diferenciación de pisos, existen bandas de baldosas vidriadas formando dibujos geométricos.